# Maja Vojnović
Maja Vojnović (født 28. januar 1998 i Novo Mesto, Slovenien) er en kvindelig slovensk håndboldspiller som spiller for RK Krim og Sloveniens kvindehåndboldlandshold.